# Comuna Rozsoșa, Hmelnîțkîi
Rozsoșa (în ucraineană Розсоша) este o comună în raionul Hmelnîțkîi, regiunea Hmelnîțkîi, Ucraina, formată din satele Nîjci Vovkivți, Rozsoșa (reședința) și Vîșci Vovkivți.

## Demografie
Componența lingvistică a comunei Rozsoșa
     Ucraineană (98,09%)
     Rusă (1,47%)
     Alte limbi (0,4%)
Conform recensământului din 2001, majoritatea populației comunei Rozsoșa era vorbitoare de ucraineană (98,09%), existând în minoritate și vorbitori de rusă (1,47%).